# بيدرو (أمير البرازيل)
بيدرو أمير البرازيل (19 أكتوبر 1712-29 أكتوبر 1714) هو الابن جواو الخامس وماريا آنا من النمسا البكر، كان أمير البرازيل ودوق براغانزا من ميلاده حتى وفاته، ومع وفاته أصبح شقيقه الأصغر إنفانتي جوزيه أمير البرازيل الذي نجح في الوصول إلى العرش عام 1750 مع وفاة والدهما.